# Корогодський Зіновій Якович
Корогодський Зіновій Якович (рос. Корогодский Зиновий Яковлевич 29 липня, 1926, Томськ — 22 травня, 2004, Санкт-Петербург) — російський радянський театральний режисер і викладач, професор. Заслужений діяч мистецтв РРФСР (1969). Народний артист РРФСР (1980).

## Життєпис

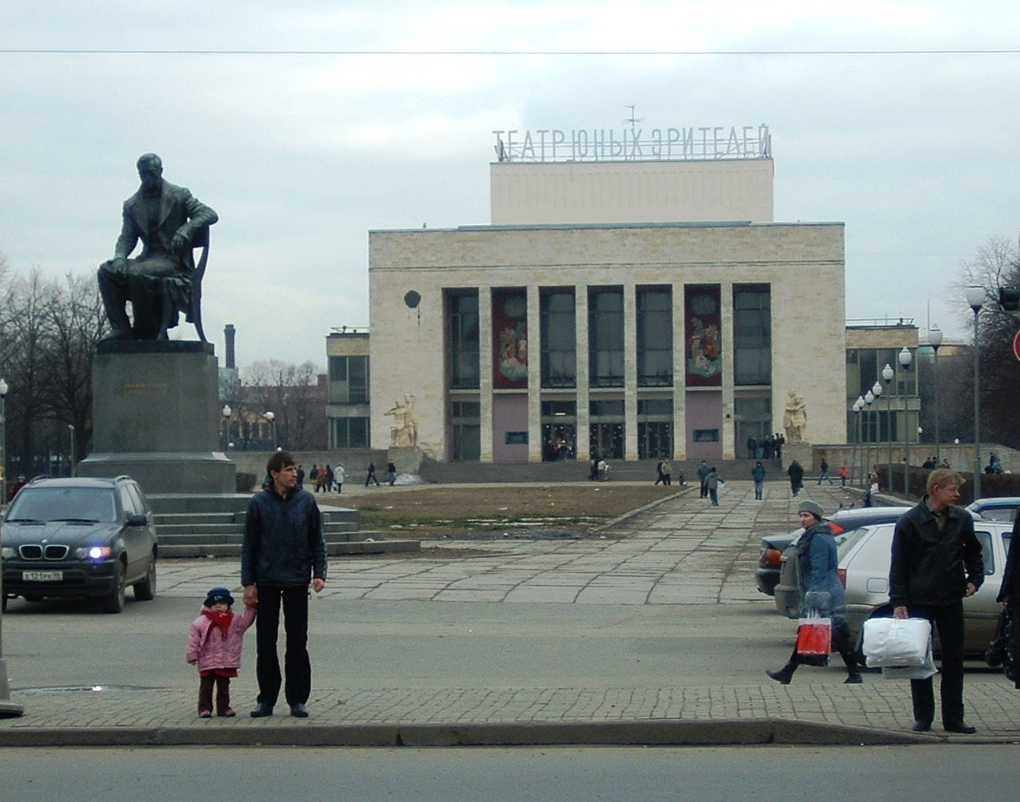
Лениградський ТЮГ імені О. О. Брянцева, фото 2006 р.

« Розкажеш правду їм про мене, тим майбутнім...» В. Шекспір (репліка Гамлета)
- 1926 р. Народився в місті Томськ. Рідного батька не знав. Хлопця виховували бабуся, мати і вітчим.
- У 1950 р. закінчив Ленінградський театральний інститут сценічних мистецтв (педагог Б. В. Зон)[1]
- У 1950—1954 рр. Драматичний театр в місті Калуга (режисер)[1].
- У 1950—1954 рр. Театр драми, м. Калінінград
- З 1959 р. другий режисер у Великому драматичному театрі, м. Ленінград, під керівництвом Г. Товстоногова.
- 1962—1986 рр. Театр юного глядача імені Брянцева,  м. Ленінград. Головний режисер. Створив більш ніж сто вистав.
- 1969 р. Ленінградський ТЮГ московський уряд нагородив Орденом Леніна.
- 1986 р. Суд над Корогодським. Вирок, три роки умовно, зняли усі звання, отримані за сумлінну працю впродовж усього життя. Звільнення з ТЮГу.

- 1986, 1987, 1988. Три роки відсутності згадок у будь-яких виданнях СРСР.

- 1989 р. Вистава в місті Гродно, постановка Корогодського[1].
- Праця у В'єтнамі. Запрошення від друзів і учнів попрацювати в Сполучених Щтатах. Працював у США один сезон.
- Повернення зі Сполучених Штатів у Росію.
- 1991 р. Ідея створення Театру Поколінь. Ідея створення естетичного центру «Родина». Гастролі з естетичним центром «Родина» у п'яти країнах світу. Визнання творчості у Японії.
- 1992 р. Отримав посаду керівника кафедри режисури Санкт-Петербурзького гуманітарного університету профспілок. Надрукована книга З.Я. Корогодського про теоретичні настанови виховання театром (1996 р.)

- 22 травня, 2004 р. Помер в місті Санкт-Петербург. Поховання на цвинтарі Комарово, де похована і Анна Ахматова.
- Встиг написати власні мемуари.
- Приватний архів діяча мистецтв встигли передати в Державний архів літератури і мистецтв в Москві.
- Заснування театральної премії «Золоте зерно» імені Корогодського.
- Встановлене погруддя З.Я. Корогодського на кафедрі режисури Санкт-Петербурзького гуманітарного університету профспілок.

## Друковані твори
Корогодський З. Я. — автор більш ніж 150 статей та семи книг про проблеми режисури, педагогіки та  театра для дітей та юнацтва .
- Корогодский З.Я. «Режиссер и актер», М,. 1967
- Корогодський З.Я. «Репетиции... репетиции... репетиции», М,. 1978
- Корогодський З.Я. «Парадоксы детского театра // Театр и школа», М., 1980. Вып. 8. С. 34—40
- Корогодський З.Я. «Ваш театр». М., 1984.